# 祐徳軌道
祐徳軌道株式会社（ゆうとくきどう）は、かつて佐賀県に存在した軽便鉄道を運営していた事業者である。本線・支線の2路線を有し、旅客輸送および貨物輸送を行っていた。
廃線および会社解散後、同社のバス部門が祐徳自動車に引き継がれている。

## 概要
九州鉄道（初代）により現在の九州旅客鉄道（JR九州）佐世保線・大村線が旧・長崎本線として開業した際、交通網から外れた鹿島町（現・鹿島市）を中心として藤津郡の有志（鍋島直彬、牟田万次郎、井原喜代太郎ら）の手によって会社が設立され（初代社長井原喜代太郎）、同線が通る武雄町（現・武雄市）から塩田村（後の塩田町、現・嬉野市）を経て鹿島町の祐徳稲荷神社への参拝客輸送も兼ねて建設を開始した。
1904年（明治37年）に馬車鉄道として開業し、1906年（明治39年）4月に武雄駅前までの延伸を果たす。この区間においては、当時の長崎本線（この区間は後に佐世保線に分離される）と平面交差も生じた。
1907年（明治40年）8月3日、塩田経由で高橋 - 祐徳門前間が開業。後に北鹿島 - 新渡間開業により総延長24.2kmとなるが、鹿島町を通る現行ルートで長崎本線が建設されることとなり、収支が悪化し1931年（昭和6年）に補償を受けることとなり廃止が決まった。

### 廃止と祐徳自動車の設立
祐徳軌道の廃止にあたり、採算が取れていたバス部門は、別会社として1932年（昭和7年）に祐徳自動車を鹿島町で設立し引き継いだ。祐徳自動車の初代社長には、祐徳軌道2代目社長・愛野文次郎の息子である愛野時一郎が就任した。祐徳自動車が武雄市から鹿島市の祐徳稲荷神社まで運行している乗合バス「祐徳線」は、かつての祐徳軌道と経由地がほぼ一致している。祐徳自動車を中核とする祐徳グループは、佐賀県唐津市の昭和自動車の昭和グループと並び、同県を代表する企業グループとして、交通事業や流通業等を多角的に行っている。

## 沿革
- 1903年（明治36年）12月23日：軌道敷設特許[4]。
- 1904年（明治37年）
  - 2月7日：祐徳馬車鉄道株式会社[1]を設立[4]。初代社長に井原喜代太郎が就任[1]。
  - 12月13日：石木津 - 五町田間（4M24C[5]）開業[1]。
  - この年、旧長崎街道の宿場町・塩田宿に軌道を通すため、宿場内の西側家屋が全て曳家された[6]。
- 1905年（明治38年）2月6日：祐徳門前 - 石木津間 (1M40C)、五町田 - 松原間 (6M32C) 開業。
- 1906年（明治39年）4月17日：松原 - 武雄間 (35C) 開業。
- 1907年（明治40年）
  - 8月3日：武雄 - 高橋間 (1M40C) 開業。
  - 8月17日：祐徳軌道株式会社へ商号変更[1]。
- 1909年（明治42年）5月21日：北鹿島 - 新渡間 (75C) 開業。
- 1920年（大正9年）9月：2代目社長に愛野文次郎が就任[1]。
- 1925年（大正14年）5月29日：軌道特許状下付（杵島郡朝日村 - 同郡北村間）[7]。
- 1927年（昭和2年）11月19日：軌道特許取消（朝日村 - 北方村間、「指定ノ期限マテニ工事ニ着手セサルタメ」）[8]。
- 1931年（昭和6年）
  - 4月29日：祐徳門前 - 高橋間、北鹿島 - 新渡間廃止により全線廃止[9]。
  - 12月10日：会社解散[1]。
- 1932年（昭和7年）12月11日：祐徳自動車株式会社を設立、祐徳軌道のバス事業を承継。初代社長に愛野時一郎が就任[1]。

## 路線データ
- 路線長：全長 24.2km
- 軌間：914mm
- 電化区間：なし（全線非電化）
- 動力：馬力、のち本線は蒸気および内燃機関
- 複線区間：
- 閉塞方式：

## 運輸
1926年度（昭和元年度）
- 旅客：729,568人、135,283円、1日1マイルあたり132人
- 貨物：114,638トン、28,858円、1日1マイルあたり2.7トン

## 運行概要
1930年（昭和5年）4月1日改正時
- 旅客列車本数
  - 高橋 - 祐徳門前間（本線）：日18往復（他、祐徳門前 → 武雄間2本）
  - 北鹿島 - 新渡間（支線）：日15往復
- 所要時間
  - 高橋 - 祐徳門前間：1時間50分
  - 北鹿島 - 新渡間：9分

## 車両
機関車は、当初福岡鐵工所製の焼玉エンジン動力による小型石油発動機関車（通称「駒吉機関車」、筑後軌道や南筑軌道でも使用実績あり）が使われたが、あまりに低出力で故障も多かったことから、石炭使用の一般的な蒸気機関車に切り替えられた。
- 1910年（明治43年）11月[10]
  - 石油発動車：13両
  - 第一号ボギー客車（定員40人）：2両
  - 第二号ボギー客車（定員32人）：6両
  - 第三号ボギー客車（定員32人）：4両
  - 第四号四輪客車（定員16人）：15両
  - 第五号四輪有蓋貨車：3両
  - 第六号四輪無蓋貨車：8両
  - 第七号ボギー無蓋貨車：2両
- 1928年（昭和3年）頃[4]
  - 蒸気機関車：13両
  - 客車：30両
  - 貨車：23両

## 停留所一覧
『日本鉄道旅行地図帳』九州沖縄による。
本線
高橋 - 甘久 - 武雄駅前（←富岡）- 松原 - 馬場先（←馬場）- 永島 - 上野 - 楢崎 - 西山 - 志田原 - 下久間 - 塩田 - 五町田 - 真崎 - 五ノ宮 - 北鹿島 - 肥前鹿島（←鹿島）- 中川 - 小船津 - 肥前浜（←浜←八本木）- 古枝［久保山］ - 祐徳門前
支線
北鹿島 - 井手 - 新渡（←百貫下）

## 接続路線
名称は祐徳軌道廃止時点。
- 高橋：鉄道省長崎本線高橋駅（現・JR九州佐世保線高橋駅）
- 武雄駅前：鉄道省長崎本線武雄駅（現・JR九州佐世保線武雄温泉駅）
- 塩田：肥前電気鉄道